# Ferrocarril de la Selva Negra (Wurtemberg)

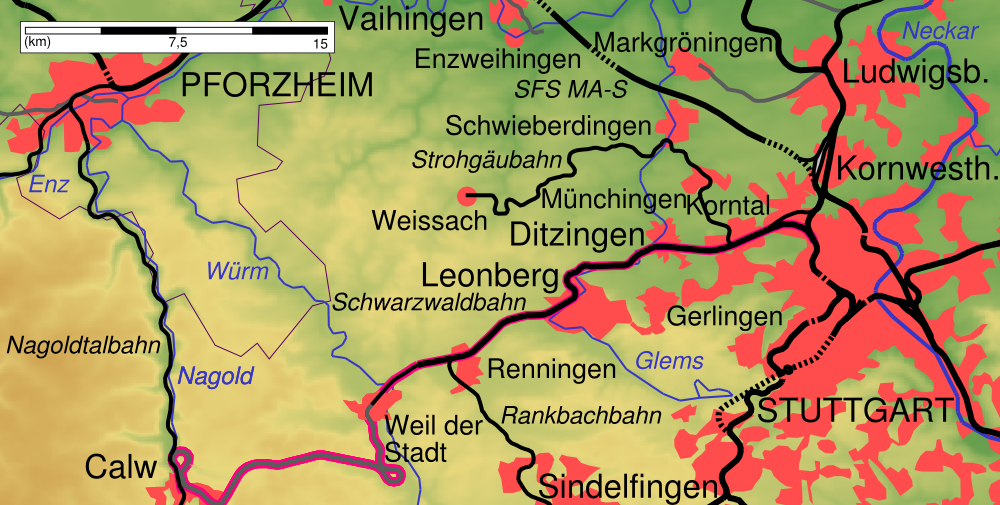
Mapa de Schwarzwaldbahn

Ferrocarril de la Selva Negra (Schwarzwaldbahn) fue el nombre dado al trayecto de Stuttgart a Calw en la Selva Negra en Wurtemberg en el sur de Alemania. Mientras que entre Stuttgart y Weil der Stadt forma parte de la red metropolitana de Stuttgart, entre Weil der Stadt y Calw fue oficialmente puesto fuera de servicio en 1983.